# Agia Triada
Agia Triada-klooster (Grieks: Μονή Αγίας Τριάδας, Moni Agias Triadas) is een klooster in het district Akrotiri in de gemeente Chania, op het Griekse eiland Kreta.
Het klooster is in 1631 aan de rand van de bergen in het schiereiland Akrotiri gebouwd. Het klooster is gesticht door twee Venetiaanse monniken, die waren toegetreden tot de Grieks-Orthodoxe kerk. Het klooster is in Venetiaanse renaissance-stijl gebouwd. In 1821 is het klooster door de Turken afgebrand, waarna het in 1830 is herbouwd. Het klooster valt direct onder het Oecumenisch patriarchaat van Constantinopel.

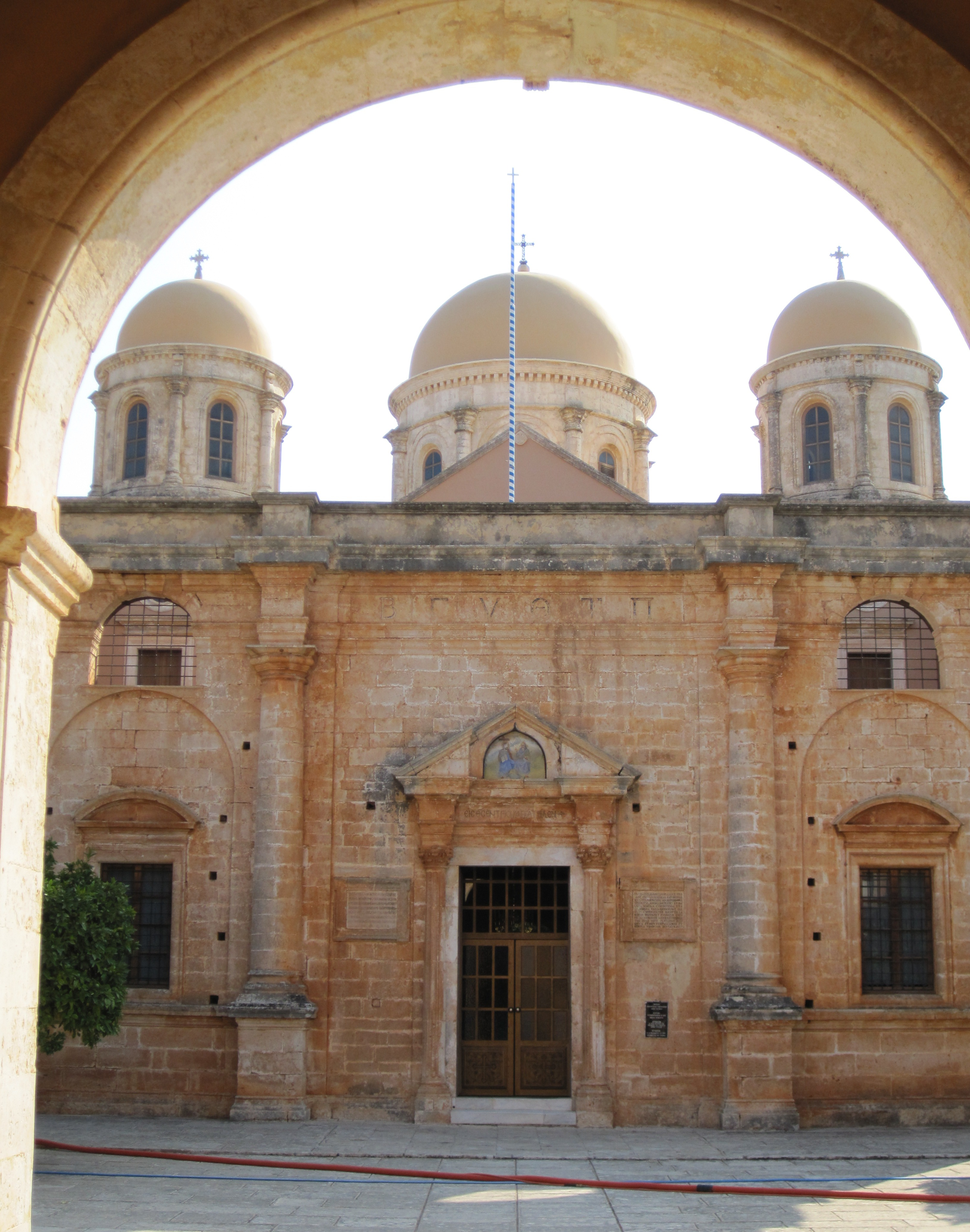